# Power China
Power China (auch bekannt als China Power Construction Corporation) ist ein chinesisches Unternehmen im Bereich des Baus von Energieinfrastrukturprojekten. Das Unternehmen hat seinen Hauptsitz in Peking, China, und ist international tätig. Power China ist am Shanghai Stock Exchange an der Börse gelistet. Es hat ca. 180.000 Mitarbeitende und macht einen Umsatz von 67 Milliarden $.

## Geschäftstätigkeit
Power China ist in verschiedenen Bereichen des Energiebaus und der Energieinfrastruktur tätig. Das Unternehmen ist am Bau von Wasserkraftwerken, thermischen Kraftwerken, Windparks und Solarenergieanlagen beteiligt. Es bietet Dienstleistungen in den Bereichen Planung, Bau, Inbetriebnahme und Wartung von Energieprojekten an. Zusätzlich ist Power China auch im Bereich der Stromübertragung und -verteilung aktiv. Es ist auf dem globalen Energiemarkt und in über 100 Ländern tätig.